# Lamprolepis smaragdina
Lamprolepis smaragdina — вид сцинкоподібних ящірок родини сцинкових (Scincidae). Мешкає в Південно-Східній Азії і Океанії.

## Підвиди
Виділяють шість підвидів:
- Lamprolepis smaragdina acutirostre (Oudemans, 1894);
- Lamprolepis smaragdina philippinica (Mertens, 1928);
- Lamprolepis smaragdina smaragdina (Lesson, 1826);
- Lamprolepis smaragdina viridipuncta (Lesson, 1830);
- Lamprolepis smaragdina moluccarum (Barbour, 1911);
- Lamprolepis smaragdina perviridis Barbour, 1921.

## Поширення і екологія
Lamprolepis smaragdina мешкають на Тайвані і Філіппінах, на Сулавесі, Молуккських і Малих Зондських островах в Індонезії (на схід від лінії Воллеса), на Новій Гвінеї, на Маршаллових і Соломонових островах, на островах Санта-Крус та в Мікронезії. Вони живуть у вологих тропічних лісах, заболочених лісах, на плантаціях і в садах, на висоті до 800 м над рівнем моря. Ведуть денний, переважно деревний спосіб життя. Живляться лускокрилими та перетинчастокрилими комахами, а також квітками, нектаром. плодами, яйцями та дрібними хребетними. Відкладають яйця, в кладці 2 яйця. В неволі живуть 7-12 років.